# Viquipèdia en vietnamita
La Viquipèdia en vietnamita (en vietnamita: Wikipedia tiếng Việt) és l'edició de la Wikipedia en vietnamita, una enciclopèdia gratuïta, públicament editable i en línia de la Fundació Wikimedia. Com altres edicions de la Viquipèdia, el contingut del projecte s'accedeix i es crea mitjançant el programari MediaWiki. El seu rival més important és el Diccionari Enciclopèdic del Vietnam (Từ điển Bách khoa toàn thư Việt Nam), un diccionari enciclopèdic finançat per l'estat també disponible en línia.
El gener de 2016, tenia aproximadament 1,142,000 articles. És l'edició de Viquipèdia més gran en una llengua no europea, així com la més gran feta en una llengua que només és oficial en un país. Tanmateix, té només 375,000 articles creats per humans, el 67% dels seus articles ha estat creat per bots, estadística que la situa en tercer lloc entre les llengües extraeuropees després de la versió japonesa i la xinesa.

## Història
La Viquipèdia en vietnamita va començar a funcionar en línia el novembre de 2002, amb una portada i un article sobre la Internet Society. El projecte no va ser objecte de gaire atenció i no va rebre contribucions significatives fins que es va "reiniciar" l'octubre de 2003. En la nova versió, s'hi va instal·lar el programari MediaWiki amb Unicode.
L'agost de 2008, la Viquipèdia en vietnamita va créixer fins a superar els 50,000 articles – una fita que es va obtenir el 26 d'agost – dels quals aproximadament 432 eren creats per bots. En el moment que es van superar els 100,000 articles (el 12 de setembre de 2009) els articles generats per bots eren aproximadament el 5% del total. Els articles curts s'anomenen "esborranys". Aquests articles són un total de desenes de milers i inclouen la majoria dels articles generats per bots.
La Viquipèdia en vietnamita usa AVIM, un mètode d'entrada basat en JavaScript que permet a l'usuari d'escriure text en vietnamita seguint mètodes d'entrada corrent, com el Telex, el VNI o el VIQR. El mètode d'entrada a utilitzar pot ser elegit per l'usuari.
El recompte d'articles de la Viquipèdia en vietnamita va assolir els 500,000 el 28 de setembre de 2012 i els 1,000,000 el 15 de juny de 2014.

## Galeria

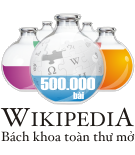
El logo dels 500,000 articles de la Viquipèdia en vietnamita (2012)
El logo dels 1,000,000 articles de la Viquipèdia en vietnamita (2014)